# Astrid da Bélgica
Astrid Josefina Cartola Fabrícia Isabel Paola Maria (em francês:  Astrid Joséphine-Charlotte Fabrizia Elisabeth Paola Maria; Castelo de Belvedere, 5 de junho de 1962) é a segunda filha do rei Alberto II e da rainha consorte Paola, sendo também irmã do atual rei belga Filipe, e sendo portanto um membro da Casa de Saxe-Coburgo-Gota por nascimento e da Casa de Habsburgo-Lorena por seu matrimônio com Lorenzo da Áustria-Este. Detém o título de Princesa da Bélgica e é a quinta na linha se sucessão do trono, imediatamente após os quatro filhos de seu irmão mais velho, o rei Filipe da Bélgica. Além de Filipe, Astrid tem mais um irmão legítimo, o príncipe Lourenço, e uma meia-irmã ilegítima, Delphine. É casada com um nobre austríaco, tem 5 filhos e dois netos.

## Nascimento
Nascida no Castelo de Belvedere, em Laeken, ela foi baptizada com o nome de Astrid Joséphine-Charlotte Fabrizia Elisabeth Paola Maria e seus padrinhos foram o príncipe Fabrizio Ruffo di Calabria (seu tio materno) e a grã-duquesa Joséphine-Charlotte de Luxemburgo (sua tia paterna). Seu primeiro nome foi escolhido em honra da rainha Astrid da Suécia (1905-1935), sua avó paterna.

## Educação
Depois de terminar seu ensino secundário, Astrid estudou História da Arte por um ano em Leiden, nos Países Baixos. Completou sua educação em Genebra, no Instituto de Estudos Europeus, e em Michigan, nos Estados Unidos, onde, segundo a revista Bekia, estudou Política.

### Carreira militar
Astrid iniciou sua carreira militar em 1997 e tornou-se Coronel da Unidade Médica.

## Casamento e descendência
Aos 22 anos de idade, no dia 22 de setembro de 1984, em Bruxelas, a princesa Astrid casou-se com o arquiduque Lorenzo da Áustria-Este (n. 1955), um neto de Carlos I, o último imperador da Áustria. Lorenz tornou-se, por decreto real, príncipe da Bélgica em 1995 e ela recebeu o título de arquiduquesa da Áustria-Este.
O casal tem cinco filhos e dois netos:
- Amadeu (n. 1986);
  - Ana Astrid (n. 2016)
  - Maximiliano (n. 2019)
- Maria Laura (n. 1988);
- Joaquim (n. 1991);
- Luísa (n. 1995);
- Letícia (n. 2003).

## Deveres oficiais
Como princesa, Astrid sempre cumpriu agenda na Casa Real, participando de diversos atos oficiais. Após a ascensão de seu irmão Filipe, este lhe outorgou o cargo de presidente honorária do Conselho de Negócios Exteriores.

## Outras funções e interesses
Desde 1994, a princesa Astrid é a presidente da Cruz Vermelha belga, cargo que era ocupado por seu pai até então. Ela também é presidente honorária da Fundação Médica Rainha Elisabeth e da Organização Europeia para a Investigação e o Tratamento de Cancro.
Em 2009 tornou-se membro do Conselho Diretor do Comitê Paraolímpico Internacional (IPC) e em 2010 tornou-se presidente honorária da Action Damien.

Ela também é apoiadora da Roll Back Malaria, destinada a combater a malária na África.
"A princesa Astrid sempre demonstrou uma preocupação especial com aqueles na sociedade que correm riscos. Ela apoia iniciativas que ajudam os desfavorecidos, em particular mães solteiras e pessoas sem estudo e sem habilidades". Escreveu a Casa Real em sua biografia.

## Títulos e estilos
- 5 de junho de 1962 - 22 de setembro de 1984: "Sua Alteza Real a princesa Astrid da Bélgica"
- 22 de setembro de 1984 - Presente: "Sua Alteza Imperial e Real a princesa Astrid da Bélgica, Arquiduquesa da Áustria-Este, Princesa Imperial da Áustria, Princesa Real da Hungria e da Boémia, Princesa de Modena"